# فيكتور إدواردسن
فيكتور كاج إدفاردسن (من مواليد 14 يناير 1996) هو مهاجم كرة قدم سويدي يلعب مع Djurgårdens IF.